# Soumaintrain (fromage)
Pour les articles homonymes, voir Soumaintrain.
Le soumaintrain est un fromage français au lait de vache cru ou pasteurisé, à pâte molle à croûte lavée de couleur orange ou blanche.

## Histoire
Le soumaintrain porte le nom du village éponyme situé dans l'Yonne. Les premières traces du soumaintrain remontent à 1631[réf. nécessaire]. Mais on suppose que ce fromage est bien plus ancien. En effet, en 1117 les moines cisterciens payaient le fermage de leurs terres en fromages affinés, or le savoir-faire typique de cette région en matière de fromage est celui utilisé pour le soumaintrain : les pâtes molles à croûte lavée (c'est également le savoir-faire utilisé pour beaucoup d'autres fromages bourguignons, tels que l'Époisses, l'Ami du Chambertin…).
C'est au XIXe siècle que le soumaintrain connaîtra son apogée, la demande étant si importante que la production de soumaintrain était insuffisante pour la satisfaire.
En 2011, l'Association de défense et de promotion du fromage de soumaintrain est créée.
L'Inao a approuvé, le 22 mai 2014, le cahier des charges du soumaintrain en vue d'un label IGP (Indication Géographique Protégée). Ce label a été approuvé par la Commission européenne le 14 juin 2016.

## Description
Le soumaintrain est un fromage typique de Bourgogne fabriqué à partir de lait de vache cru ou pasteurisé. C'est un fromage à pâte molle à croûte lavée de couleur jaune clair à ocre. Sa croûte est légèrement plissée.
Sa teneur en matière grasse est de 45 %. De forme ronde, son diamètre est souvent d'environ 12 centimètres et son épaisseur 4 centimètres. Sa masse est d'environ 400 grammes. Le soumaintrain est commercialisé soit affiné (couleur orange), soit frais (couleur blanche).

## Zone de production
Le soumaintrain est produit en Bourgogne (Côte-d'Or et Yonne) et dans l'Aube.
Les soumaintrains fermiers proviennent d'un groupement de cinq agriculteurs établis à Soumaintrain, Beugnon, Jaulges et Bouilly (villages de l'Yonne) et au GAEC des Tourelles au Mesnil-Saint-Georges. En 2017, la production annuelle est de 177 tonnes.

## Fabrication
Le soumaintrain est un fromage à pâte molle de type lactique. Il est produit à partir de lait de vache entier, cru ou pasteurisé. Environ quatre litres de lait sont nécessaires pour produire un soumaintrain (cette mesure varie selon la taille du fromage). 
Le soumaintrain est lavé avec de la saumure tous les 2 à 3 jours durant sa période d'affinage qui dure au minimum 21 jours. 
Ce lavage régulier de la croûte va favoriser le développement des ferments du rouge (bactéries brevibacterium linens) qui donnent au fromage la couleur orangée caractéristique de sa croûte.

## Producteurs

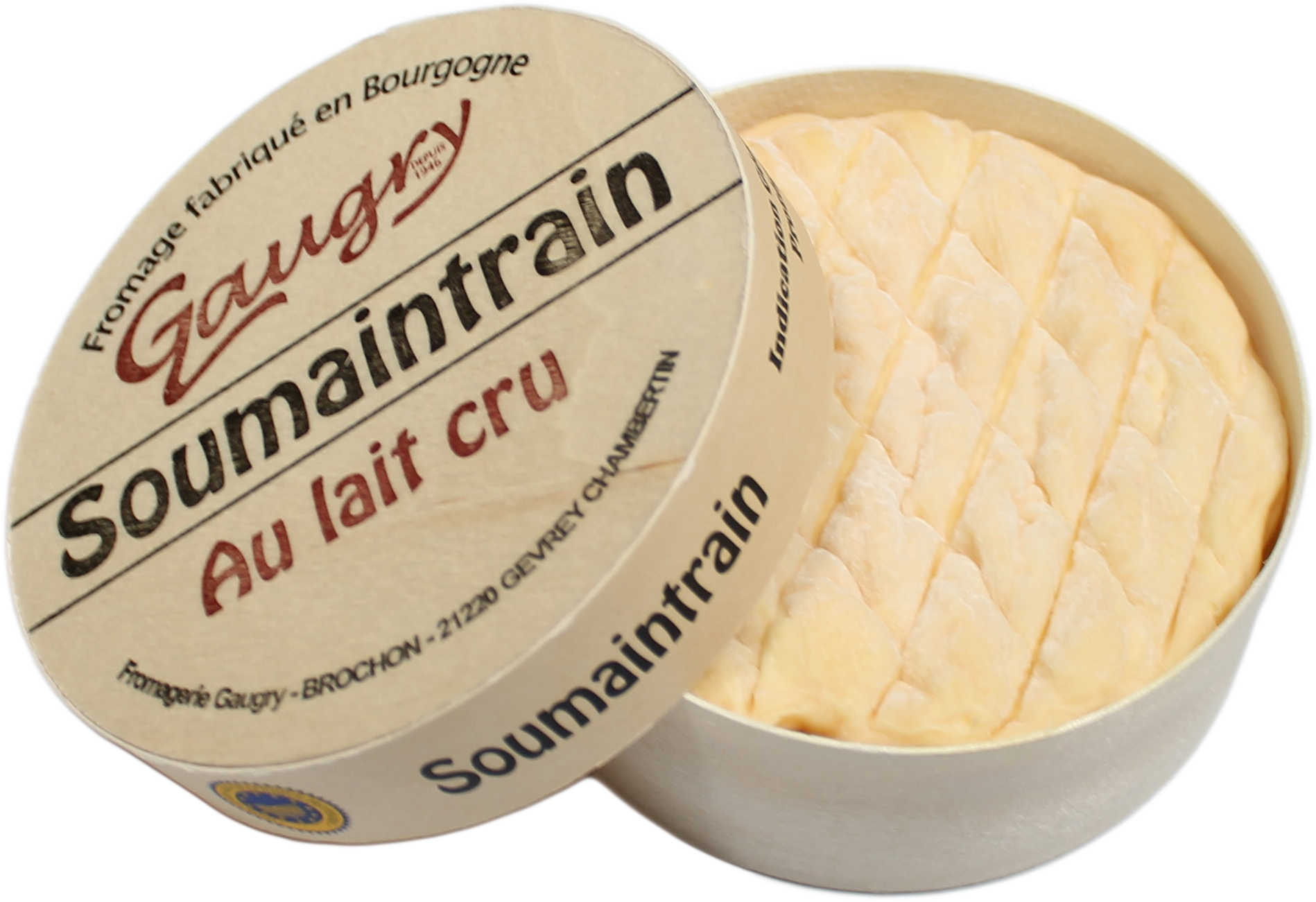

On compte onze producteurs de soumaintrain. Parmi ces producteurs, sept sont des producteurs fermiers et quatre sont des laiteries. 
Des laiteries produisent des soumaintrains avec du lait pasteurisé (la fromagerie Berthaut, par exemple) et la fromagerie Gaugry, à Gevrey-Chambertin (21220) est la seule laiterie à le fabriquer au lait cru. 
Un affineur Pascal Leroux est également présent à Migennes dans la zone géographique définie par l'IGP.
Le soumaintrain fermier représente 25 % des ventes contre 75 % pour le laitier.

## Consommation
Le soumaintrain peut être apprécié avec un vin régional blanc tel qu'un chablis. 
Il entre également dans plusieurs recettes de cuisine.